# 市川市立曽谷小学校
市川市立曽谷小学校（いちかわしりつ そやしょうがっこう）は、千葉県市川市曽谷にある公立小学校である。

## 沿革
- 1972年（昭和47年） - 開校。
- 1973年（昭和48年） - 新校舎に移転する。
- 1977年（昭和52年） - 市川市立百合台小学校と分離する。
- 1979年（昭和54年） - NHK全国学校音楽コンクール合唱の部全国第2位。
- 1981年（昭和56年） - 市川市立稲越小学校と分離する。
- 1987年（昭和62年） - TBSこども音楽コンクール東日本大会出場。

## 通学区域
- 曽谷2丁目、曽谷4～5丁目、曽谷7丁目[2]

## 進学先中学校
- 市川市立第三中学校：曽谷2丁目
- 市川市立東国分中学校：曽谷4～5丁目、曽谷7丁目

## アクセス
- JR市川駅より京成バス国分高校行き曽谷橋下車 徒歩約5分